# Merganetta armata armata
El pato cortacorrientes, pato de los torrentes o pato torrentero (Merganetta armata armata) es la subespecie típica —y más austral— de la especie de anseriforme anátido M. armata, única integrante del género monotípico Merganetta. Habita en ríos correntosos en zonas montañosas del sudoeste de Sudamérica.  

## Taxonomía
Descripción original
Este taxón fue creado por tautonimia absoluta al ser la subespecie correspondiente al ejemplar tipo de la especie, la cual fue descrita originalmente en el año 1842 (“1841”) por el naturalista y ornitólogo inglés John Gould.
Etimología

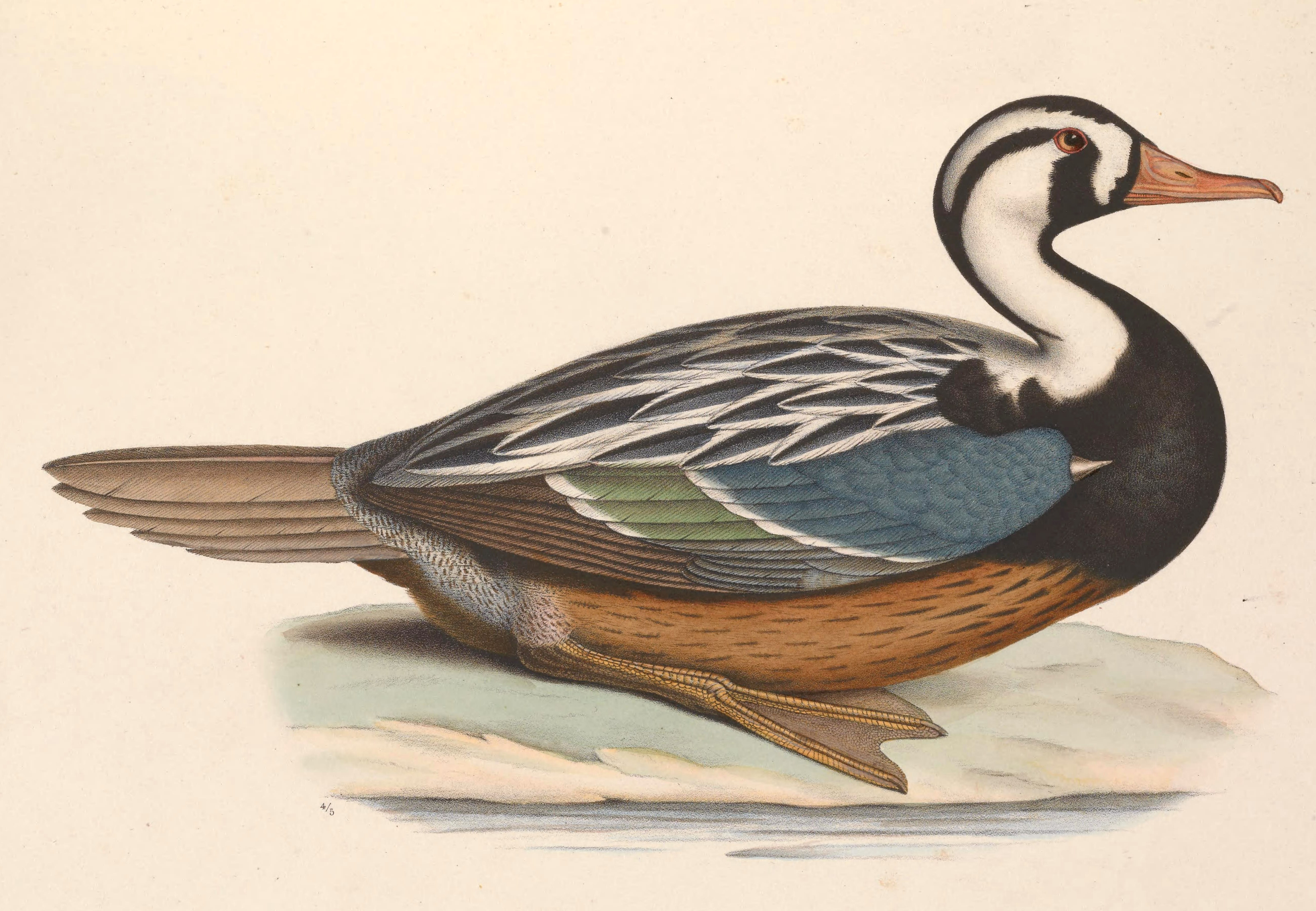
Dibujo de un ejemplar macho de Merganetta armata armata (en la descripción de Merganetta chilensis).

Etimológicamente el término genérico Merganetta se construye con la palabra en latín mergus que significa ‘zambullidor’ y la palabra del idioma griego netta que significa ‘pata’, en relación con los hábitos de este anátido. El epíteto específico (así como el subespecífico) armata viene de dicha palabra en latín, la cual se traduce como ‘armado’, en referencia a que este animal posee afilados espolones carpales.
Localidad tipo
La localidad tipo referida es: “Andes de Chile 34°-35°S, (= Provincia de Colchagua)”.
Holotipo
El ejemplar holotipo fue colectado por Thomas Bridges.
Historia taxonómica
En el año 1895, Tommaso Salvadori describe a Merganetta fraenata, mediante un ejemplar macho colectado en Chile central, sobre la base de que el macho presenta una franja negra desde la garganta hasta el ojo que se extiende hasta la corona y las partes inferiores rojizo-claro. El examen de una serie amplia de ejemplares demostró que estos caracteres se debían a variaciones individuales en lugar de a variaciones geográficas, por lo que dicho taxón pasó a la sinonimia de Merganetta armata armata.

## Distribución y hábitat
Esta subespecie se distribuye en el centro-oeste, sudoeste y sur de la Argentina y en el centro y sur de Chile, en altitudes desde el nivel del mar hasta los 3000 m s. n. m. o más. 
En la Argentina se distribuye, de norte a sur, en las provincias de: San Juan, Mendoza, Neuquén, Río Negro, Chubut, Santa Cruz y Tierra del Fuego, Antártida e Islas del Atlántico Sur. En Chile, las poblaciones más septentrionales se localizan en la cordillera de la Región de Atacama, mientras que las más australes viven en los ríos que discurren entre bosques en el archipiélago de Tierra del Fuego.
Habita en ríos de aguas frescas y cristalinas, que corren correntosos entre grandes rocas, con rápidos y cascadas, en zonas montañosas de la cordillera de los Andes y en la cordillera de Nahuelbuta.

## Características
Es la subespecie de mayor tamaño. El macho de Merganetta armata armata posee el cuello y la cabeza blancos con líneas negras; el dorso es de color marrón-grisáceo a negruzco con las partes externas de las plumas blancas; el pecho y los lados son negros, con porciones variables de color marrón-castaño estriado de negro en el vientre. La hembra adulta es dorsalmente de color grisáceo y ventralmente de color canela-rojizo, con mejillas y partes del cuello de color ocre. Ambos sexos tienen un espéculo verde iridiscente (contenido adelante y atrás por bandas blancas), un angosto pico rojo brillante, las patas naranjas (en algunos casos con marcas oscuras) y el iris marrón.
El macho adulto se diferencia de los de Merganetta armata colombiana y M. a. leucogenis por tener una banda negra vertical que va desde el ojo hasta la barbilla, a la que se le une otra más angosta que desde la corona baja junto a la base del pico; luego continúa descendiendo por la parte anterior del cuello (donde a veces está parcialmente ausente) hasta unirse al negro del pecho. Ventralmente el color es mucho más oscuro que M. a. colombiana. La hembra adulta, al igual que la de M. a. leucogenis, se diferencia de M. a. colombiana por tener un plumaje ventral ferruginoso profundo; además, la parte posterior de las mejillas y los lados del cuello son grises y están recubiertas de blanco. El inmaduro, al igual que el de M. a. leucogenis, se diferencia de M. a. colombiana por tener la parte posterior de las mejillas y los lados del cuello marcados con gris.

## Costumbres
Este pato se destaca por sus adaptaciones especialísimas que le permiten vivir en ambientes muy hostiles para otros anátidos, pudiendo con destreza bucear y nadar contra la veloz corriente de los ríos de montaña en los que habita. Cuenta con una cola rígida y larga que usa como timón, un liviano e hidrodinámico cuerpo y un flexible y delgado pico, con el cual busca su alimento entre las piedras y grietas. Prefiere escapar del peligro sumergiéndose en las aguas, de lo contrario vuela a poca altura por algunos cientos de metros. Para alimentarse realiza inmersiones rápidas, empleando una técnica de forrajeo de filtración, con la cual captura invertebrados acuáticos bentónicos, como insectos, moluscos, crustáceos y alevines de peces, así como materia vegetal. No forma bandadas, ya que vive en parejas monógamas, que se mantienen a lo largo de la vida, las que defienden un trecho del curso del río, territorio que varía en su longitud según el curso fluvial del que se trate (siendo menor frente a una mayor disponibilidad de recursos tróficos). El territorio apto debe tener grandes piedras-islas para descansar a salvo de peligros terrestres y un buen lugar para nidificar. Construye el nido en cuevas en paredes verticales que caen sobre el agua, bajo aleros reparados con igual exposición o detrás de cascadas. Allí la hembra pone de 3 a 5 huevos y es la única que los incuba, ya que el macho solo vigila el área. Presenta un largo periodo de incubación, de entre 43 y 45 días. Los pichones son alimentados y cuidados por ambos progenitores durante 4 o 5 meses.

## Conservación
Merganetta armata armata está considerado como un taxón amenazado en la Argentina, con tendencias poblacionales en disminución, a causa de las actividades recreativas en los ríos, la competencia por los mismos recursos tróficos con los salmónidos introducidos y la predación por mamíferos exóticos.
En Chile se suma el impacto de la inundación de su hábitat por la construcción de presas hidroeléctricas.
Las estimaciones poblacionales de ejemplares por país son: en Argentina entre 2000 y 5000 y en Chile entre 2000 y 5000.